# Wahlenau
Wahlenau település Németországban, Rajna-vidék-Pfalz tartományban. Lakosainak száma 206 fő (2023. december 31.).

## Népesség
A település népességének változása:
| Lakosok száma | 177  | 201  | 203  | 212  | 206  |
|               | 1975 | 2017 | 2021 | 2022 | 2023 |